# Leicești
Leicești – wieś w Rumunii, w okręgu Ardżesz, w gminie Coșești. W 2011 roku liczyła 954 mieszkańców.